# Thuli Dladla

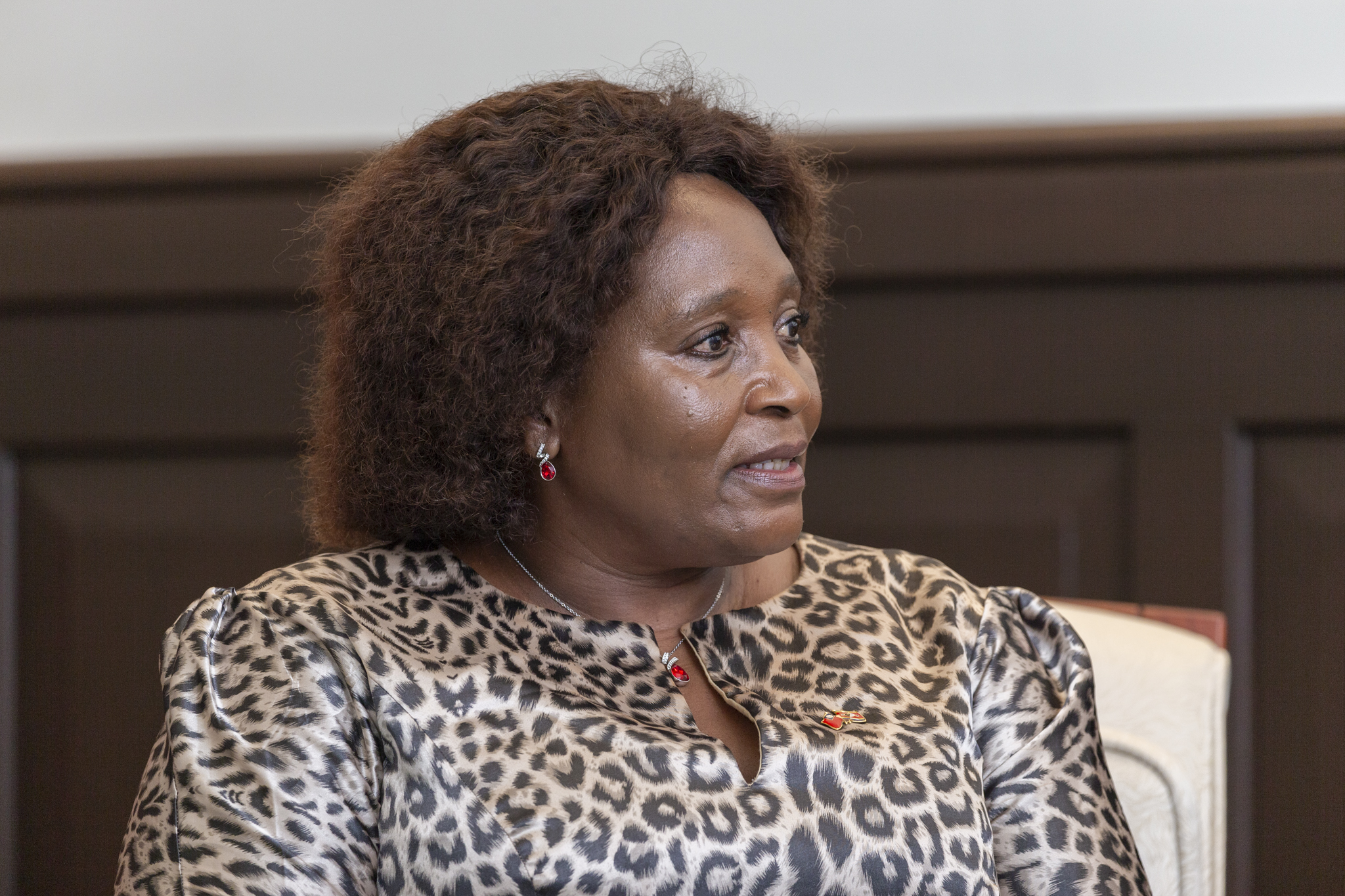
Dladla im Februar 2019 in Taipeh

Thuli Dladla, voller Name Thulisile Dladla, ist eine eswatinische Politikerin und amtierende Außenministerin des Königreichs Eswatini. Mit ihrer Ernennung zur Ministerin im November 2018 wurde sie die erste weibliche Außenministerin des Königreichs im Süden Afrikas.

## Politische Karriere
Dladla war vor ihrer Amtszeit als Ministerin Mitglied im Senate of Eswatini, dem Unterhaus im eswatinischen Zweikammersystem. Nach den Wahlen in Eswatini 2018 bildete sich eine Regierung unter der Führung von Ambrose Dlamini, der am 2. November 2018 sein Kabinett vorstellte. Dladla war im Vorfeld der Kabinettsbildung als Anwärterin auf das Bildungsministerium gehandelt worden und zeigte sich nach ihrer Nominierung für das Amt der Außenministerin überrascht.
Ein Schwerpunkt der ersten Monate von Dladlas Amtszeit war eine engere diplomatische Zusammenarbeit mit der Republik China (Taiwan). Am 26. Februar traf Dladla in Taipeh mit der taiwanischen Präsidentin Tsai Ing-wen zusammen. Die beiden Politikerinnen würdigten die diplomatischen Beziehungen zwischen beiden Staaten und sprachen sich für eine weitere Vertiefung der Zusammenarbeit aus. Am 25. April 2019 trat eine taiwanesische Delegation um Außenminister Joseph Wu anlässlich des 51. Geburtstages von König Mswati III. einen Gegenbesuch in Eswatini an, dabei unterzeichneten Wu und Dladla mehrere Abkommen unter anderem zur Förderung wirtschaftlicher Aktivität von Frauen in Eswatini.
Eine weitere diplomatische Initiative Dladlas betraf den Westsaharakonflikt. Die Eröffnung einer Botschaft in der marokkanischen Hauptstadt Rabat und eines Generalkonsulats in El Aaiún bezeichnete Dladla bei einem Besuch in El Aaiún als Wendepunkt der bilateralen Beziehungen zwischen Eswatini und Marokko. Bei ihrem Besuch bezeichnete sie Westsahara als integralen Teil Marokkos.
Die COVID-19-Pandemie in Eswatini beeinflusste auch die Amtsführung von Dladla. Sie koordinierte die internationale Unterstützung für Eswatini im Kampf gegen die Pandemie. Unter anderem nahm sie die Lieferung medizinischer Schutzausrüstung aus Katar gemeinsam mit dem katarischen Botschafter in Eswatini, Ahmed bin Tajir Mohamed al-Sada, entgegen. Des Weiteren war sie in Zusammenarbeit mit der Botschafterin der Weltgesundheitsorganisation in Eswatini, Cornelia Atsyor, und der eswatinischen Gesundheitsministerin Lizzy Nkosi maßgeblich an der Pandemiebekämpfung beteiligt. Dladla würdigte diese Zusammenarbeit und hob hervor, dass Frauen in Eswatini eine wichtige Rolle beim Umgang mit der Pandemie zukam. Dies sei insbesondere wichtig, da Frauen gesundheitliche Probleme besser verstünden als Männer, da sie von Natur aus Beschützer seien, so die Ministerin.